# Elena Armas
Elena Armas es el seudónimo de una escritora española de novelas de romance e ingeniera química. Su primera novela, Farsa de amor a la española, fue un éxito internacional, que la convirtió en autora superventas de The New York Times.

## Carrera

### Farsa de amor a la española
The Spanish Love Deception fue publicada de forma independiente el 22 de febrero de 2021. Debido a su gran éxito en TikTok, con más de 350 millones de visualizaciones, Atria Books se interesó por la novela y publicó una edición tamaño bolsillo el 1 de febrero de 2022. La novela fue traducida a más de 30 idiomas, superventas de USA Today, Globe & Mail, Toronto Star, Sunday Times, Irish Times y The New York Times.
La novela se hizo con el premio Goodreads Choice a la novela debut en 2021. En 2022 BCDF Pictures adquirió los derechos cinematográficos de la novela.

### Otros trabajos
Publicó su segunda novela, The American Roommate Experiment, el 6 de septiembre de 2022. Se convirtió en un superventas de The New York Times de forma instantánea, nominada al premio Goodreads Choice a mejor romance y seleccionada como uno de los mejores libros de 2022 por Barnes & Nobles.
Su tercera novela, The Long Game, se publicó el 5 de septiembre de 2023, alcanzando el mismo éxito que las novelas anteriores. Seguida de, The Fiancé Dilemma, que se publicó el 30 de julio de 2024 y que ha recibido críticas positivas de COSMOPOLITAN o Publishers Weekly.

## Vida personal
Elena Armas es el seudónimo de una escritora española. Su nombre de pila es Elena, pero decidió utilizar un apellido distinto en sus libros por su privacidad.  
Armas nació en Madrid, hija de un ingeniero y una auxiliar de enfermería, aunque creció en las localidades barcelonesas de Alella y Badalona. Desde niña, le apasionó la lectura y al llegar a la adolescencia quedó fascinada con la saga Crepúsculo. Volcada en la narrativa romántica, leía hasta 4 libros por semana.
La escritora estudió ingeniería y realizó un máster de cristalografía. Tras acabar la carrera comenzó a trabajar en Brunswick (Alemania), en una empresa china dedicada a la investigación de nuevos materiales para baterías de automóviles. 
Sin dejar de lado su interés por la lectura, Elena Armas se creó una cuenta en Instagram como bloguera literaria llamada @thebibliotheque. Su perfil tuvo un gran éxito, alcanzando más de ochenta mil seguidores. Poco después decidió autopublicar su primera novela The Spanish Love Deception, con la que se convertiría en autora superventas internacionalmente. 
Actualmente, Elena Armas es escritora a tiempo completo. 

## Obras

### Novelas
- The Spanish Love Deception (2021)
- The American Roommate Experiment (2022)
- The Long Game (2023)
- The Fiancé Dilemma (2024)